# Sapfa
Sapfa ili Sapfo (Σαπφώ; Erez, između 630. pr. Kr. i 612. pr. Kr. – Mitilena, 570. pr. Kr.) bila je starogrčka pjesnikinja s otoka Lezbosa.

## Život
Rođena je u Erezu na otoku Lezbosu. Živjela je u Mitileni, gdje je i umrla. Pripadala je aristokratskoj klasi, ali nije sudjelovala u političkim sukobima između aristokracije i demokrata. Ipak je morala otići iz domovine. Kraće vrijeme boravi na Siciliji. U Mitileni na Lezbu upoznala je pjesnika Alkeja.
Sapfa se u Mitileni okružila skupinom djevojaka udruženih u neku vrstu društva. O karakteru tog društva dosta se raspravljalo. Neki ga zamišljaju kao zavod ili školu, a drugi kao društvo vjerskoga karaktera. Temelj društva činili su kult božice Afrodite i ljubav.
Oko Sapfina lika razvile su se različite legende. Jedna se odnosi na neuzvraćenu ljubav prema lađaru Faonu. Po pričanju je Sapfa počinila samoubojstvo jer ovaj nije za nju mario.
Druga legenda o pjesnikinji govori kao o bludnici. Ta optužba prije svega izvire iz erosa za djevojke i problema protuprirodnog bluda. Nažalost, često se naglašavalo polemiziranje oko njene biografije u tolikoj mjeri da se znalo zaboraviti na njenu poeziju.
Smatra se da je ona bila lezbijka te je po tome što je živjela na Lezbu nastala riječ lezbijka.

## Poezija
Sapfa je pisala na eolskom dijalektu otoka Lezbosa kao i Alkej. Aleksandrijski su filolozi njenu liriku podijelili na 9 knjiga s obzirom na različitost metričkih oblika. U prvoj su bile pjesme u safičkoj strofi, u drugoj u eolskim pentametrima, trećoj u većim asklepijadskim stihovima itd.
Pjevala je himne, ljubavne pjesme i epitalamije. Tematika njene lirike usko je povezana s intimnim krugom učenica. Izražava nježnu ljubav prema ljubimicama, govori o dubokim patnjama napuštene žene i strašnim mukama ljubomore. Osobito je privlači ljepota s bogatstvom duha. Bolni su joj rastanci s učenicom koja ju napušta zbog udaje. Pjevala je o ljepotama i radostima bračne sreće, oproštaju s djevičanstvom i šalama pred bračnom ložnicom.
Sapfine pjesme pokreću različiti oblici prirode. Tu je prije svega svjetlo. Tu su sunce i cvrčanje cvrčaka. Izgubljeno djevičanstvo uspoređuje sa zumbulom koji je podlegao zgažen teškim nogama pastira.
Iznimno često koristi atribut »lijep«. Koncept ljepote ispunjava njezinu poeziju: vitke djevojke, snažni mladići, djevice finih gležnjeva i slatka glasa. Pokazuje naklonost ženskim likovima; ljupkim i nježnim djevojkama koje imaju ne samo tjelesne, već i duhovne vrline.
Ideja ljubavi zahvaća i potresa Sapfino srce – uspoređuje ga s planinskim vihorom koji se obrušava na hrastove. Eros je, prema njezinoj poeziji vatra želje. Kad se pojavi ljubljena osoba, napetost popušta, ali očekivanje ljubljene osobe je grč. Poznata je njena ljubavna oda u kojoj gleda muškarca u blizini voljene žene. Prvo bi se dalo pomisliti na ljubomoru. Patnju ispovijeda iskreno i otvoreno.
Također je poznata strofa kojom se služila, tzv. „sapfička strofa” koja se sastojala od tri jedanaesteraca i jednog peterca. Specifično, to znači da se sastoji od strofa u kojima prva tri stiha sadrže dva troheja (jedan naglašen i jedan nenaglašen slog), zatim jedan daktil (jedan naglašen i dva nenaglašena sloga) i potom dva troheja, a četvrti stih sadrži jedan daktil i jedan trohej.

## Recepcija u Hrvatskoj
U safičkoj strofi, jednom od metričkih oblika karakterističnih za Sapfino pjesništvo, pisali su mnogi naši pjesnici, od čakavskog pjesništva 16. i 17. stoljeća, preko Katančića, Mažuranića i Preradovića do Kranjčevića.

## Citati
- Sreću, što je poznaju bozi, kuša / Onaj koji nasuprot tebi sjeda / Pa može iz blizine da te gleda / I milinu tvojih riječi sluša.
- Čini mi se bogovima sličan onaj / koji smije naprama tebi sjesti / te izbliza slušati tebe / kako ljubazno zboriš.

## Djela
- Čini mi se bogovima sličan
- Lijepa djevojka
- Pjesma o djevojci
- Srce koje ljubi
- Slomila je ljubav
- Besmrtna Afrodito
- Očekivanje
- Moje dijete
- Jedni vele
- Ljubavna strast
- 100 Sapfinih pjesama (engl. jezik)  Arhivirana inačica izvorne stranice od 7. kolovoza 2006. (Wayback Machine)
- Sapfine pjesme (engl. jezik)
- Sapfine pjesme (engl. i starogrčki jezik)